# Xavier Omon
(en) Statistiques sur pro-football-reference
Xavier Omon (né le 15 février 1985 à San Diego) est un joueur américain de football américain.

## Enfance
Omon étudie à la Beatrice High School de Beatrice au Nebraska.

## Carrière

### Université
Il entre à l'université de Northwest Missouri State où il est un des meilleurs joueurs de l'équipe et de la conférence. Durant ses quatre années dans l'équipe de l'université, il est nommé à quatre reprises dans l'équipe de la conference MIAA. Lors de sa dernière année, il est nommé joueur de l'année pour la conférence MIAA.

### Professionnel
Xavier Omon est sélectionné au sixième tour du draft de la NFL de 2008 par les Bills de Buffalo au 179e choix. Il est retenu pour la saison 2008 et est nommé troisième running back, ne participant qu'à des rares moments. En 2008, il parcourt cinq yards en six courses et vingt-deux yards en cinq courses en 2009. Buffalo décide de le libérer en cours de saison, le 11 novembre 2009.
Le 17 novembre 2009, il signe avec l'équipe d'entraînement des Seahawks de Seattle. Son contrat expire à la fin de la saison mais il signe un nouveau contrat le 5 janvier 2010 mais est libéré le 6 avril 2010 durant le camp d'entraînement.
Le 29 septembre 2010, les Jets de New York intègre Omon à leur équipe d'entrainement après le départ de Chauncey Washington mais il est libéré le 9 octobre. Le 1er décembre, il signe avec l'équipe d'entrainement des 49ers de San Francisco et signe un nouveau contrat le 5 janvier 2011. Après le camp d'entraînement et les matchs de pré-saison, il est libéré le 3 septembre et signe avec l'équipe d'entrainement le lendemain mais il est exclu le 12 septembre 2011. Deux jours plus tard, il signe avec les Browns de Cleveland. Le 20 septembre, il est libéré.

## Palmarès
- MVP de la conférence MIAA 2007
- Équipe de la conférence MIAA 2004, 2005, 2006 et 2007